# Gunnaur
Gunnaur é uma cidade e uma nagar panchayat no distrito de Budaun, no estado indiano de Uttar Pradesh.

## Geografia
Gunnaur está localizada a 28° 15′ N, 78° 26′ L. Tem uma altitude média de 170 metros (557 pés).

## Demografia
Segundo o censo de 2001, Gunnaur tinha uma população de 19,105 habitantes. Os indivíduos do sexo masculino constituem 52% da população e os do sexo feminino 48%. Gunnaur tem uma taxa de literacia de 31%, inferior à média nacional de 59.5%: a literacia no sexo masculino é de 38% e no sexo feminino é de 24%. Em Gunnaur, 19% da população está abaixo dos 6 anos de idade.